# 空港津山道路
空港津山道路（くうこうつやまどうろ）は、岡山県岡山市から津山市に至る総延長約56 kmの地域高規格道路である。

## 概要
岡山市にある岡山空港と津山市の院庄ICを結ぶ計画路線で、津山南道路が事業中である。国道53号沿いに位置する。

## 構成する道路
ほとんどの区間が事業化されていない。

- 岡山北バイパスの一部

岡山市北区田益 - 岡山市北区菅野
- 津山南道路[3]

岡山県久米郡美咲町打穴中 - 岡山県津山市平福
路線延長 : 約5.4km
道路規格 : 第3種第2級
- 津山バイパス

津山市
これ以外に岡山市内の約7kmが調査区間となっている。

## 歴史
- 2003年（平成15年）7月29日 : 都市計画決定
- 2014年 : 津山南道路着工